# Cladonia connexa
Cladonia connexa Vain. (1885), è una specie di lichene appartenente al genere Cladonia,  dell'ordine Lecanorales.
Il nome proprio deriva dal latino connexus, che significa ininterrotto, connesso, ad indicare la struttura dei podezi e degli apoteci.

## Caratteristiche fisiche
Il fotobionte è principalmente un'alga verde delle Trentepohlia.

## Località di ritrovamento
La specie è stata rinvenuta nelle seguenti località:
- Brasile, a Caraça, nello stato di Minas Gerais.[2]
- Guyana[3]

## Tassonomia
Questa specie appartiene alla sezione Ascyphiferae; secondo alcuni autori sarebbe identificabile con Carassea connexa; a tutto il 2008 non sono state identificate forme, sottospecie e varietà.